# 김병현 (성우)
김병현(1996년 7월 7일 ~)은 대한민국의 성우다.

### 에니메이션
- 꼬마마법사 레미(재더빙) - 동글이[1], 차지성, 문어 장로, 예민 아빠, 영호 아빠, 꽃괴물, 박쥐
- 게게게의 키타로 6기 - 마두, 유투버, 반어인
- 나의 히어로 아카데미아 6기 - 엔, 브리아레오스, 식신 보이, 불만 남, 이집트 대사 외 각종 단역
- 나의 히어로 아카데미아 7기
- 나와 로보코 - 로보코
- 닥터 스톤 NEW WORLD - 나나미 류스이
- 마루코는 아홉살 3기 - 각종 단역
- 블리치 천년혈전 편 - 아야세가와 유미치카, 나나나 나자쿠프, 제롬 귀즈바트, 야마다 하나타로, 카즈히로
  - 블리치 천년혈전 편 : 결별담 - 아야세가와 유미치카, 나나나 나자쿠프, 코츠바키 센타로, 코지마 미즈이로
- 보틀맨 DX - 장상태
- 원피스 무사의 나라 편 - 호랑이밍크, 펌프 외 각종 단역
- 유희왕 SEVENS - 시대극
- 팬더와 친구들의 모험 - 원장

### 극장 에니메이션
- 극장판 도라에몽: 진구와 하늘의 유토피아 - 소냐

### 특촬물
- 가면라이더 리바이스 - 우태조, 박희상, 본정빈, 구양선, 김대훈, 예강진, 원인서, 덩어리, 헬 기프테리언
- 가면라이더 기츠 - 반도영 / 가면라이더 버퍼
- 극장판 파워레인저 캡틴포스: 지구를 위한 싸움 - 국방장관
- 파워레인저 돈브라더즈 - 강사 / 미래귀 / 미래킹, 산타클로스 / 히카리귀, 손장삼 / 펭귄 수인, 바온
- 도겐져스 - 복강칼리버